# Tabellverket
La ou le Tabellverk, appelé aussi « Bureau des Tables », fut le premier institut de statistique officiel au monde, créé en 1749 par Pehr Wilhelm Wargentin et issu des premiers recensements que le Royaume de Suède avait ordonné à l'Église de Suède d'effectuer en 1686.

## Histoire
Le Royaume de Suède ordonne à l'Église de Suède d'effectuer les premiers recensements dès 1686. Ces premiers recensements suédois, étudiés par l'historien Eli Heckscher (1879-1952), servent notamment à s'assurer de la pratique du luthéranisme ainsi qu'à compter le nombre d'hommes mobilisables. 
Il s'agit, à la création du Tabellverk, d'étudier la natalité et la mortalité mais aussi l'emploi et les mouvements de population, dans un pays très peu peuplé, marqué dès le siècle précédent par la guerre de Trente Ans puis la révolution industrielle suédoise. Le fondateur de l'institut, l'astronome Pehr Wilhelm Wargentin, veut une approche systématique et rigoureuse de la statistique et une étude exhaustive a été lancée dès 1741 dans le pays sur la répartition des terres.